# Karakaya, İscehisar
Karakaya là một xã thuộc huyện İscehisar, tỉnh Afyonkarahisar, Thổ Nhĩ Kỳ. Dân số thời điểm năm 2011 là 745 người.